# Movimento Barelvi
O Movimento Barelvi é um movimento revivalista sunita moderno que geralmente se considera a cisão do salafismo e do movimento Deobandi.
O movimento Barelvi está espalhado por todo o mundo com milhões de seguidores, milhares de mesquitas, instituições e organizações na Índia, Paquistão, Bangladesh, Afeganistão,  Sri Lanka, Reino Unido, África do Sul e outras partes de África, Europa, Caribe, e os Estados Unidos.
Em 2000, o movimento tinha cerca de 200 milhões de seguidores em todo o mundo, mas localizados principalmente no Paquistão e na Índia.